# Крайній термін
Крайній термін (англ. Deadline) — американський трилер 2012 року.

## Сюжет
У маленькому американському містечку вбивають шерифа. Молодий репортер міської газети Метт Гарпер, відправляється розслідувати справу. Однак під натиском громадськості йому доводиться розплутувати ще одне вбивство, яке сталося 19 років тому.

## У ролях
| Актор                  | Роль              |
| ---------------------- | ----------------- |
| Ерік Робертс           | Ронні Баллок      |
| Стів Таллі             | Метт Гарпер       |
| Дж. Д. Саузер          | Лукас Гарпер      |
| Джеремі Чайлдс         | Вокер Бернс       |
| Джессіджеймс Локорріер | Ерл Торнтон       |
| Девід Двайер           | Еверетт Гелл      |
| Лорен Дженкінс         | Трей Гелл         |
| Йен Куїнн              | адвокат           |
| Анна Фелікс            | Делейна Калхун    |
| Джекі Велш             | Мері Пелл Семпсон |